# مطار سير سيريتسي خاما الدولي
 مطار سير سيريتسي خاما الدولي (إياتا: GBE، إيكاو: FBSK) هو مطار دولي يخدم غابورون عاصمة بوتسوانا. ويبعد عن وسط المدينة بـ 15 كلم، إفتتح المطار في 1984، وقد سمي بهذا الاسم نسبة لسيريتسي خاما أول رئيس لبوتسوانا. وحسب إحصائيات هيئة الطيران المدني في بوتسوانا لسنة 2015، فقد صل عدد المسافرين الذين استخدموا المطار 912 727 مُسافر.

## معرض صور

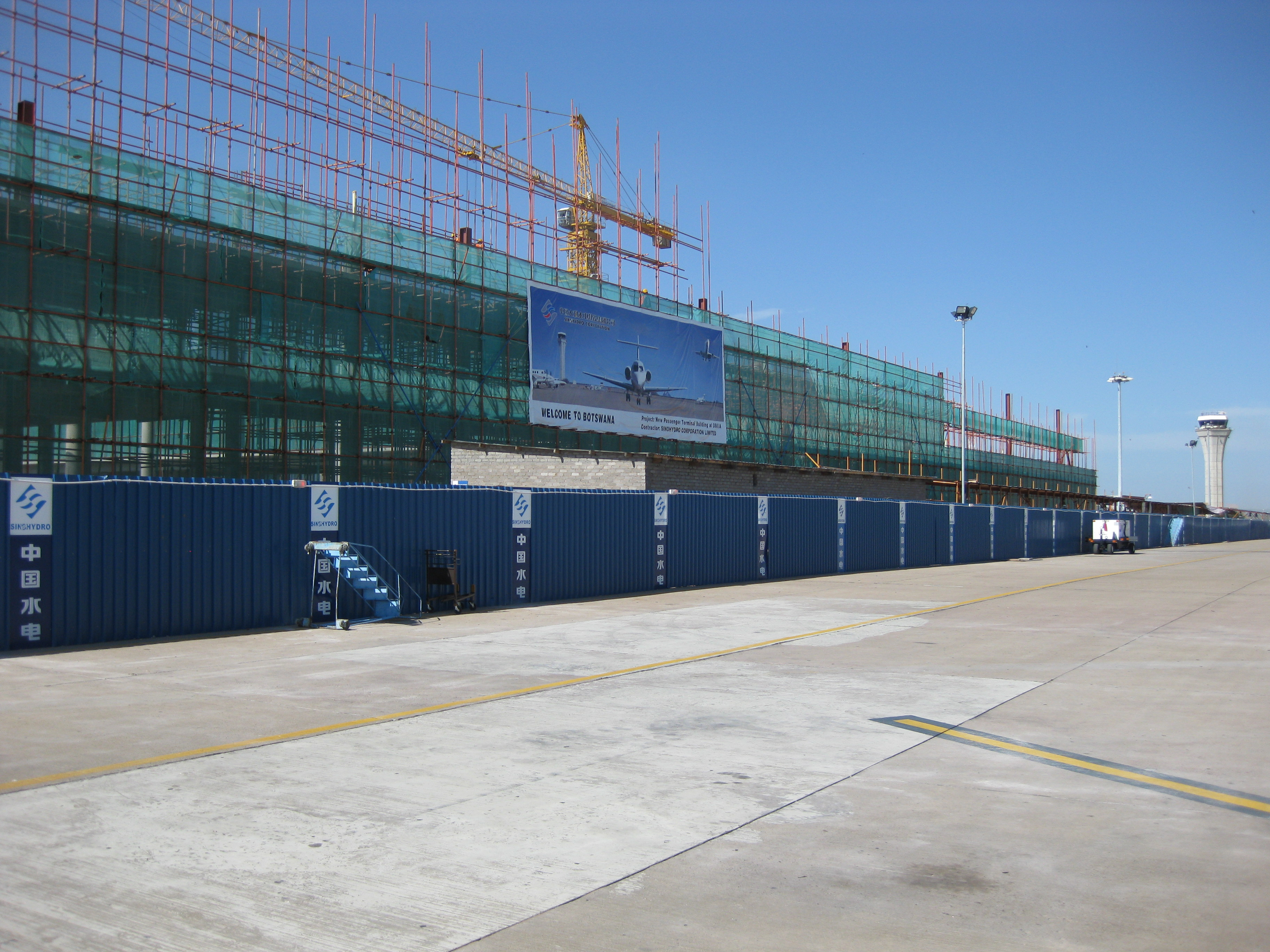
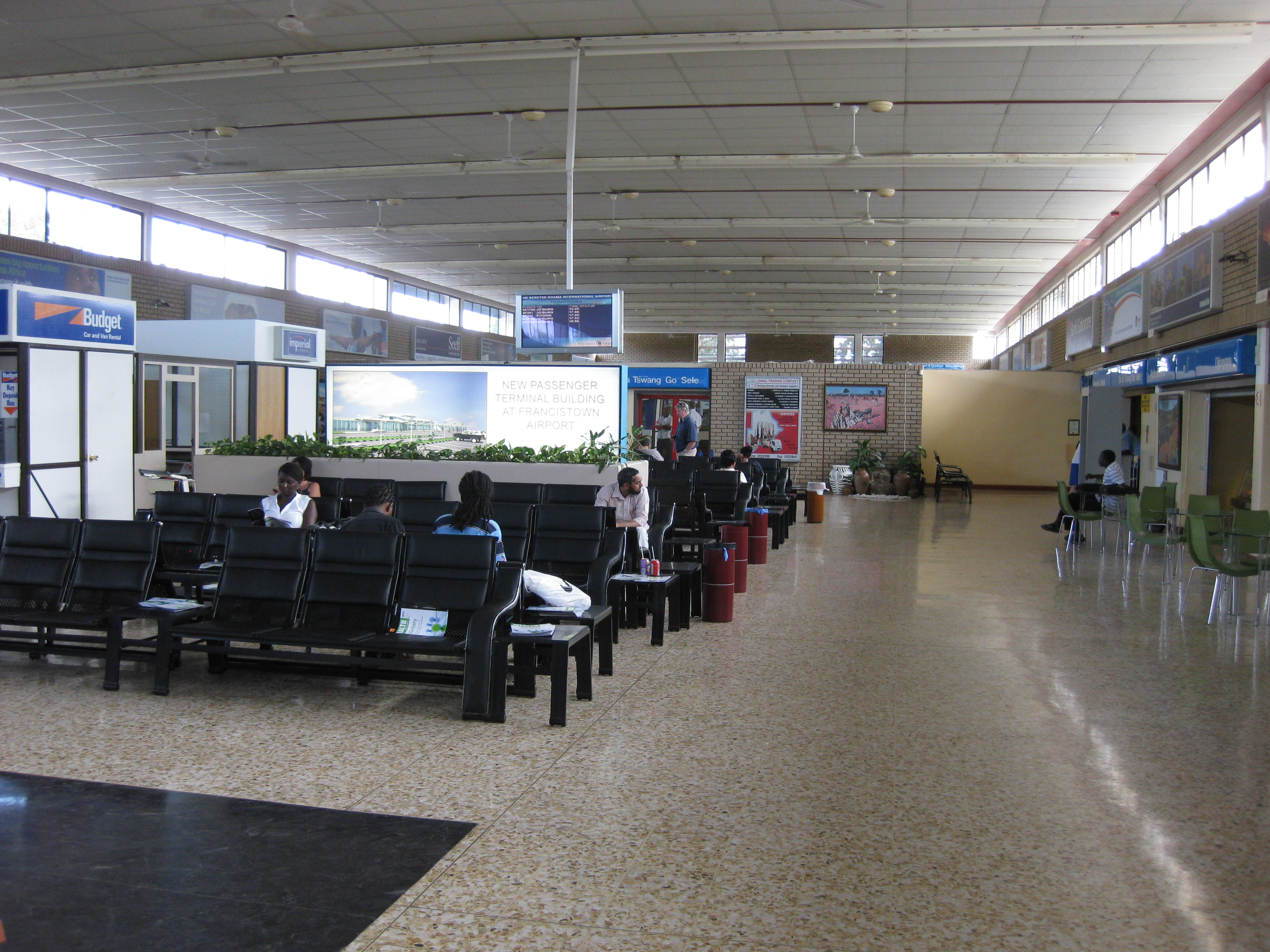
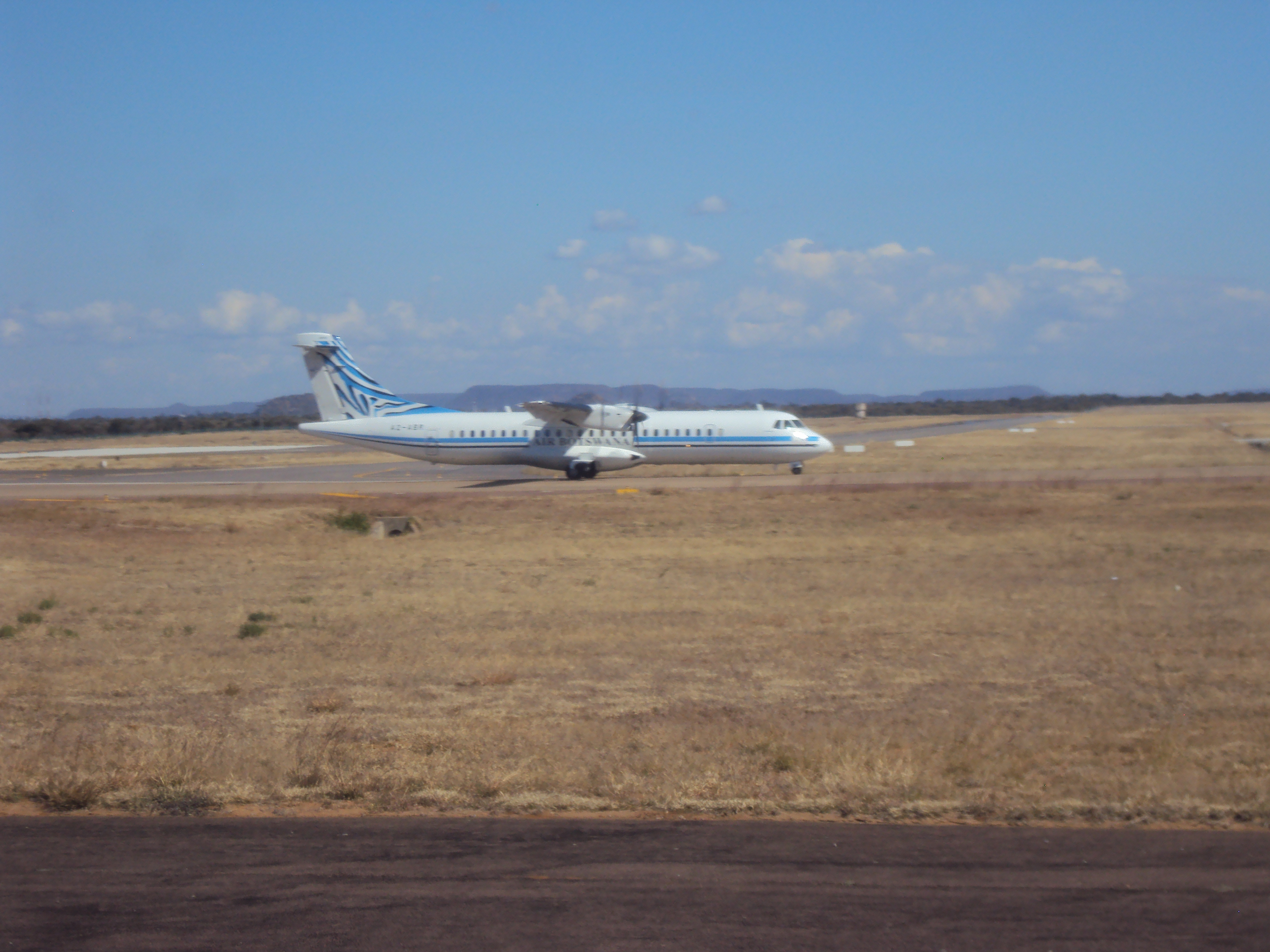